# 坦南特 (加利福尼亞州)
坦南特（英語：Tennant）是位於美國加利福尼亞州錫斯基尤縣的一個人口普查指定地區。

## 地理
坦南特的座標為41°35′06″N 122°54′42″W / 41.58500°N 122.91167°W，而該地最高點為海拔高度1462米（即4797英尺）。

## 人口
根據2010年美國人口普查的數據，坦南特的面積為0.629平方千米，當中陸地面積為0.628平方千米，而水域面積為0.001平方千米。當地共有人口41人，而人口密度為每平方千米65人。